# Philotheca ciliata
Philotheca ciliata är en vinruteväxtart som beskrevs av William Jackson Hooker. Philotheca ciliata ingår i släktet Philotheca och familjen vinruteväxter. Inga underarter finns listade i Catalogue of Life.